# Stickney, Illinois
Stickney är en ort (village) i Cook County, i delstaten Illinois, USA. Enligt United States Census Bureau har orten en folkmängd på 6 816 invånare (2011) och en landarea på 5 km².